# Професор (роман)
Професор је први роман Шарлоте Бронте. Роман је написан пре њеног чувеног дела Џејн Ејр али су издавачке куће упорно одбијале да га штампају па је објављен тек 1857. године, након Шарлотине смрти.
Књига говори о младом човеку, Вилијаму Кримсворту који описује своје детињство, одрастање, своје љубави и своју каријеру професора у школи за девојке. Роман је инспирисан догађајима и искуством Шарлоте Бронте у Бриселу где је студирала језике 1842. године.